# John Storey
John Storey (Cambridge, Reino Unido, 19 de julio de 1987) es un deportista neozelandés que compitió en remo.
Ganó dos medallas en el Campeonato Mundial de Remo, en los años 2017 y 2018. Participó en dos Juegos Olímpicos de Verano, en los años 2012 y 2016, ocupando el séptimo lugar en Londres 2012, en la prueba de cuatro scull.

## Palmarés internacional
| Campeonato Mundial | Campeonato Mundial        | Campeonato Mundial | Campeonato Mundial |
| Año                | Lugar                     | Medalla            | Prueba             |
| ------------------ | ------------------------- | ------------------ | ------------------ |
| 2017               | Sarasota (Estados Unidos) | Medalla de oro     | Doble scull        |
| 2018               | Plovdiv (Bulgaria)        | Medalla de bronce  | Doble scull        |